# Гренадины (приход)
Гренадины (англ. Grenadines Parish) — один из шести приходов государства Сент-Винсент и Гренадины. Территория состоит из островов архипелага Гренадины. Административный центр — город Порт-Элизабет (на о. Бекия). Приход административно объединяет острова архипелага Гренадины, в том числе необитаемые, в то время, как остальные 5 приходов этого государства расположены на острове Сент-Винсент.
Общая площадь прихода составляет примерно 43 квадратных километра, а население, по данным 2000 года — около 9200 человек. Таким образом, население прихода составляет менее 10 % от населения страны. Более половины из них — около 5000 человек, проживают на острове Бекия.
Экономика прихода в последние десятилетия ориентирована на туризм, в меньшей степени — на сельское хозяйство и рыболовство. Промышленность отсутствует.
Ранее осуществлявшийся на островах китобойный промысел давно потерял существенное экономическое значение. Входящий в состав прихода остров Бекия известен тем, что некоторые из его жителей принадлежат к одной из четырёх в мире этнических групп, за которыми Международной китобойной комиссией признано право «аборигенной добычи китов», необходимой для сохранения их культурного наследия и традиционного образа жизни. За аборигенами Бекии с 2013 года зарезервирована квота на добычу 4 китов в год. Они обязаны добывать их традиционными способами, с открытых лодок и использовать для собственных нужд. Эта квота ни разу не была использована целиком. Разделка китов осуществляется на китобойной станции, расположенной на соседнем с Бекия островом Пти-Невис. Сама станция, в настоящее время, является туристическим объектом.
Политические предпочтения населения прихода в последние годы устойчиво находятся на стороне Новой Демократической Партии Сент-Винсента и Гренадин, в настоящее время находящейся в оппозиции. На парламентских выборах 2010 и 2015 годов, эта партия побеждала на выборах на территории прихода.

### Острова, входящие в состав прихода
Приход включает в себя северную часть островов Гренадины:
- All Awash Island (12°55′ с. ш. 061°08′ з. д.HGЯO)
- Baliceaux (Baliceaux Island, 12°57′ с. ш. 061°08′ з. д.HGЯO)
- Battowia (Battowia Island, 12°58′ с. ш. 061°08′ з. д.HGЯO)
- Бекия (13°01′ с. ш. 061°13′ з. д.HGЯO)
- Кануан (Canouan Island, 12°43′ с. ш. 061°20′ з. д.HGЯO)
- Catholic Island (12°40′ с. ш. 061°24′ з. д.HGЯO)
- Church Cay (12°57′ с. ш. 061°08′ з. д.HGЯO)
- Dove Cay (12°41′ с. ш. 061°21′ з. д.HGЯO)
- L'Islot (12°41′ с. ш. 061°21′ з. д.HGЯO)
- Меро (12°39′ с. ш. 061°23′ з. д.HGЯO)
- Мюстик (12°53′ с. ш. 061°11′ з. д.HGЯO)
- Petit Canouan (12°47′ с. ш. 061°17′ з. д.HGЯO)
- Petit Cay (12°50′ с. ш. 061°12′ з. д.HGЯO)
- Пти-Мюстик (12°51′ с. ш. 061°12′ з. д.HGЯO)
- Пти-Невис (12°58′ с. ш. 061°15′ з. д.HGЯO)
- Малый Сент-Винсент (12°32′ с. ш. 061°23′ з. д.HGЯO)
- Pigeon Island (12°57′ с. ш. 061°17′ з. д.HGЯO)
- Палм-Айленд (Palm Island, 12°35′ с. ш. 061°24′ з. д.HGЯO)
- Quatre (Isle à Quatre, 12°57′ с. ш. 061°15′ з. д.HGЯO)
- Rabbit Island (12°51′ с. ш. 061°10′ з. д.HGЯO)
- Red Island (12°36′ с. ш. 061°25′ з. д.HGЯO)
- Saint Elairs Cay (12°59′ с. ш. 061°14′ з. д.HGЯO)
- Sand Cay (12°36′ с. ш. 061°26′ з. д.HGЯO)
- Саван (Savan Island, 12°48′ с. ш. 061°12′ з. д.HGЯO)
- The Pillories (Les Piloris, 12°54′ с. ш. 061°10′ з. д.HGЯO)
- Рифы Тобаго (12°38′ с. ш. 061°21′ з. д.HGЯO)
- Юнион (12°36′ с. ш. 061°26′ з. д.HGЯO)

## Населённые пункты
В состав прихода включены следующие населённые пункты:
| Name             | Coordinates                      | Island |
| ---------------- | -------------------------------- | ------ |
| Эштон            | 12°35′41″ с. ш. 061°26′05″ з. д. | Юнион  |
| Bednoe           | 12°57′ с. ш. 061°15′ з. д.       | Quatre |
| Чарлстон         | 12°42′03″ с. ш. 061°19′53″ з. д. | Кануан |
| Cheltenham       | 12°53′ с. ш. 061°11′ з. д.       | Мюстик |
| Clifton          | 12°35′45″ с. ш. 061°25′07″ з. д. | Юнион  |
| Derrick          | 12°59′ с. ш. 061°15′ з. д.       | Бекия  |
| деревня Довер    | 12°53′ с. ш. 061°11′ з. д.       | Мюстик |
| Friendship       | 12°59′32″ с. ш. 061°14′10″ з. д. | Бекия  |
| деревня Ловелл   | 12°52′57″ с. ш. 061°11′16″ з. д. | Мюстик |
| деревня Олд-Валл | 12°38′19″ с. ш. 061°23′38″ з. д. | Меро   |
| Paget Farm       | 12°59′17″ с. ш. 061°15′11″ з. д. | Бекия  |
| Порт-Элизабет    | 13°00′40″ с. ш. 061°14′04″ з. д. | Бекия  |